# Greatest Remix Hits 2
Greatest Remix Hits 2 es un álbum de remixes de la cantante australiana Kylie Minogue. Originalmente lanzado exclusivamente en Japón en 1993, la colección fue relanzada por Mushroom Records en 1997 en Australia con nueva portada. El álbum contenía remixes raros y antes no estaban disponibles de las canciones de los álbumes de estudio de Minogue con PWL 1987-1992.

## Lista de canciones
Disco 1
| N.º | Título                                            | Duración |  |
| 1.  | «Got to Be Certain» (Extended)                    | 6:36     |  |
| 2.  | «Kylie's Smiley Mix» (Extended)                   | 6:17     |  |
| 3.  | «Getting Closer» (7" version)                     | 3:33     |  |
| 4.  | «Je Ne Sais Pas Pourquoi» (The Revolutionary Mix) | 7:16     |  |
| 5.  | «Made in Heaven» (Made in England Mix)            | 6:20     |  |
| 6.  | «Especially For You» (Extended)                   | 5:01     |  |
| 7.  | «Hand on Your Heart» (The Great Aorta Mix)        | 6:26     |  |
| 8.  | «Wouldn't Change a Thing» (Your Thang Mix)        | 7:10     |  |
| 9.  | «Tears On My Pillow» (More Tears Mix)             | 4:05     |  |
| 10. | «Better the Devil You Know» (Mad March Hare Mix)  | 7:09     |  |
| 11. | «I'm Over Dreaming (Over You)» (Extended Remix)   | 4:54     |  |

Disco 2
| N.º | Título                                                               | Duración |  |
| 1.  | «The Loco-Motion»                                                    | 3:17     |  |
| 2.  | «What Do I Have to Do?» (The Pump and Polly Mix)                     | 7:48     |  |
| 3.  | «Shocked» (Harding/Curnow Mix)                                       | 7:31     |  |
| 4.  | «Say the Word — I'll Be There»                                       | 4:00     |  |
| 5.  | «Keep on Pumpin' It» (Angelic Remix)                                 | 7:24     |  |
| 6.  | «Give me Just a Little More Time» (12" version)                      | 4:35     |  |
| 7.  | «Do You Dare?» (NRG Mix)                                             | 7:04     |  |
| 8.  | «Finer Feelings» (Brothers in Rhythm 12" Mix)                        | 6:47     |  |
| 9.  | «Closer» (The Pleasure Mix)                                          | 6:49     |  |
| 10. | «What Kind of Fool (Heard All That Before)» (No Tech No Logical Mix) | 9:55     |  |
| 11. | «Got to Be Certain» (Out for a Duck, Bill, Platter Plus Dub Mix)     | 3:17     |  |